# 阿底峽
阿底峽（Ôtish，藏語：ཨ་ཏི་ཤ་，威利转写：a ti sha，982年—1054年），又譯為阿提沙、阿帝夏，原名月藏，法號燃燈吉祥智（Dipôngkor Srigên，藏語：ཇོ་བོ་རྗེ་དཔལ་ལྡན་ཨ་ཏི་ཤ་，威利转写：jo bo rje dpal ldan a ti sha），尊稱為阿底峽尊者，生於東孟加拉超越城中，他重新建立了藏傳佛教僧團开创噶当派，重申戒律，並重新闡明了佛教根本教義，是對西藏後弘期佛教貢獻最大的印度高僧。

## 生平

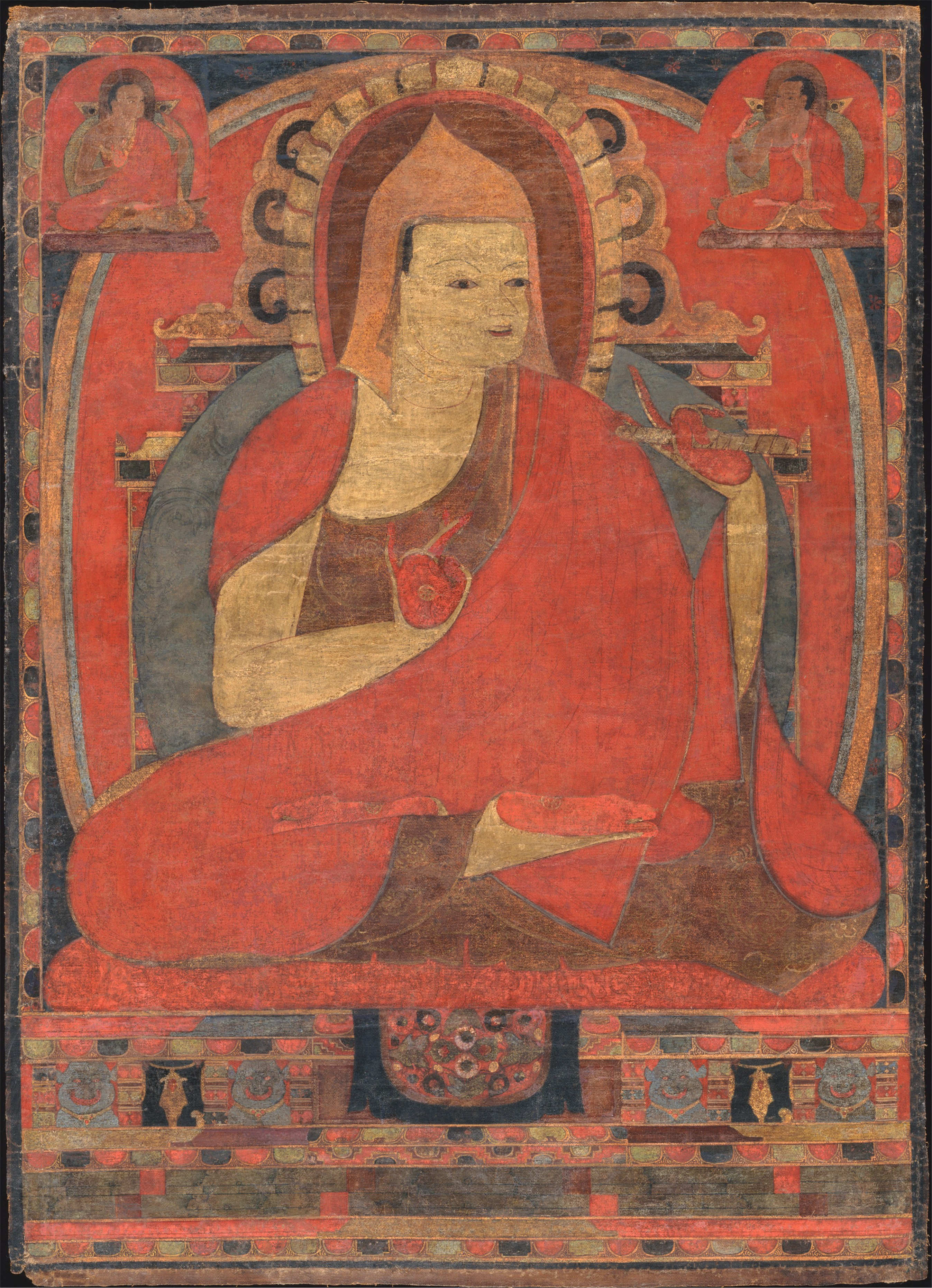
阿底峽

公元982年，阿底峽出生于印度孟加拉南部王族，是迦爾耶那師利國王的第二子，幼名月藏。父親名為善勝吉祥，母親名為吉祥勝光。十一歲時，阿底峽前往中印度那爛陀寺親近菩提賢論師，後跟隨阿伐都帝，居住在金剛座，學習出離心及《中觀論》。
十八歲時，至超戒寺，向北門守護者那洛巴學習密法。二十九歲，依大眾部說出世部戒護上座處出家，學習戒律及因明。法名吉祥然燈智，阿底峽意為「殊勝」，阿里藏王對其尊稱。又至飛行寺法鎧論師座前，聽受《毘婆沙藏》。
三十一歲，至蘇門答臘師從金洲法稱，學習《現觀莊嚴論》，以及寂天論師所著《學處集要》、《入菩薩行論》等經典。在島上居住了十二年，在這期間，他還曾至爪哇島，向一位乞食瑜伽士求取加持灌頂及密法教授。
四十四歲（1025年），返回印度超戒寺擔任住持，成為印度相當知名的大學者。
五十八歲，受古格王朝智光王（意希沃）的請託，決心入藏傳戒以及傳授佛法。開創噶當派。其弟子众多，最著名者为库敦·宗哲雍仲、俄·勒贝喜饶、仲敦巴·甲哇迥乃三人，合称为“库、俄、仲”。
1054年八月十八日，在聶塘入涅槃。阿底峽圆寂后，他的骨灰一直供奉在聶塘寺，寺裡至今仍保留著一塊他打坐時使用過的石板。1904年英國《每日邮报》隨軍記者艾德蒙.坎德勒記載他對阿底峽墓的印象，說是他在西藏看到唯一乾淨簡單的宗教建築。
1963年，應孟加拉佛教訪華代表團的請求，周恩來同意將阿底峽的部份骨灰運返他的出生地。1978年，他的骨灰被運回獨立后的孟加拉國，并供奉在達瑪拉吉卡寺(Dharmarajika)，成為中孟交往歷史的象徵。

## 思想及影響
阿底峽入藏之前，西藏的顯宗與密宗之間關係緊張。他在《菩提道燈论》中將修行者分成下士（人天乘）、中士（小乘）、上士（大乘）三等，各有不同修行方法，但是皆是以戒、定、慧三無漏學為修行基礎，主張修行密宗之前，需要先以顯宗為前導，並將發起菩提心作為一切修行的根源。他来到藏地前，很多僧人也使用黑巫术（因為之前是苯教信徒）。
噶当派以显宗的修习为主，但也不排斥密宗，它对修习次第的主张是先学显宗，后学密宗，强调密宗只能传授给经过考验的少数人。噶当派所传的密法，以属于四部怛特罗中的第三部即瑜伽部的《真实摄经》（东密金刚顶经）为主。在阿底峡时期四部怛特罗中的第四部，亦即无上瑜伽部的一些内容，经印度传入西藏。阿底峡在世时提倡遵循《真实摄经》修密法。所以噶当派在西藏佛教中享有显密教“纯净”的声誉。公元15世纪兴起的格魯派（俗稱「黃教」），就是在噶当派教义的基础上发展起来的。
阿底峽的教授，以捨棄世俗而修菩提心為中心，以大悲心為本體。
阿底峽后来整顿清規，建立噶当派要求所有僧侶都嚴守佛教戒律，不可以修行密宗為藉口做出违背戒律之事，他不允許沙門修練「雙身法」。阿底峽本人持大眾部戒律，在入藏之後，因為西藏僧團的戒律以寂護所傳的說一切有部戒律為主，因此他在西藏並不擔任授戒阿闍黎，以免影响西藏僧團原有傳承，但他也講解戒律，但多半是不分教派的共同戒等。

## 著作
阿底峽尊者著有《菩提道燈論》、《菩提道燈難處釋》。後宗喀巴以《菩提道燈論》為底本，寫作了《菩提道次第廣論》，成為藏傳佛教的根本論書之一。後被編入噶當六論之中。其中三士道的道次第修學次第深入藏傳佛教各大派。民國時期，法尊法師將《菩提道燈論》翻為漢文，後經如石法師重校，將之流傳於華人社會。
怛特羅部：
《現觀分別論》、《獨勇成就法》、《金剛座金剛歌》、《吉祥集密世自在成就法》、《聖觀自在成就法》、《大威德遍照現觀》、《法界見歌》、《定資糧品》、《超世間七支儀軌》、《不動成就法》、《一切如來三摩耶守護成就法》、《攝一切三摩耶論》。
般若部：
《般若波羅蜜多攝義燈》、《般若心經解》。
中觀部：
《入二諦論》、《一念優波提舍》、《中觀優波提舍》、《經集攝義》、《菩提道燈論》、《心要略攝》、《菩薩寶鬘論》、《顯示歸依論》、《成大乘道方便略錄》、《經義集優波提舍》、《業分別論》。
經疏部：
《業障清淨儀軌疏》。

## 脚注
1. ↑  . 《西藏研究》 编辑部. 2008: 35  [2021-09-07]. （原始内容存档于2021-09-07） （中文）. |issue=被忽略 (帮助)
2. ↑  . 中囯社会科学博士论文文库. 中囯社会科学出版社. 1999: 18  [2021-09-07]. ISBN 978-7-5004-2415-4. （原始内容存档于2021-09-07） （中文）.
3. ↑  Tucci. . Routledge. 2012-11-12: 22. ISBN 978-1-136-17945-7.（英文）
4. ↑  Edmund Candler. .  [《拉薩真面目》]. 1905年: 214–243.（英文）
5. 1 2 3 4  .   [2019-11-25]. （原始内容存档于2020-08-09）.

## 參见
- 後弘期
- 噶當派
- 藏傳佛教

## 外部連結
- 阿底峽尊者傳  （页面存档备份，存于）
- 聂塘寺—拉萨市—西藏寺院  （页面存档备份，存于）
- 华人佛教带您佛寺游：拉萨聂塘寺(卓玛拉康)(组图) （页面存档备份，存于）
- 至尊怙主具德阿底峡尊者的历史 （页面存档备份，存于）